# Estonià meridional

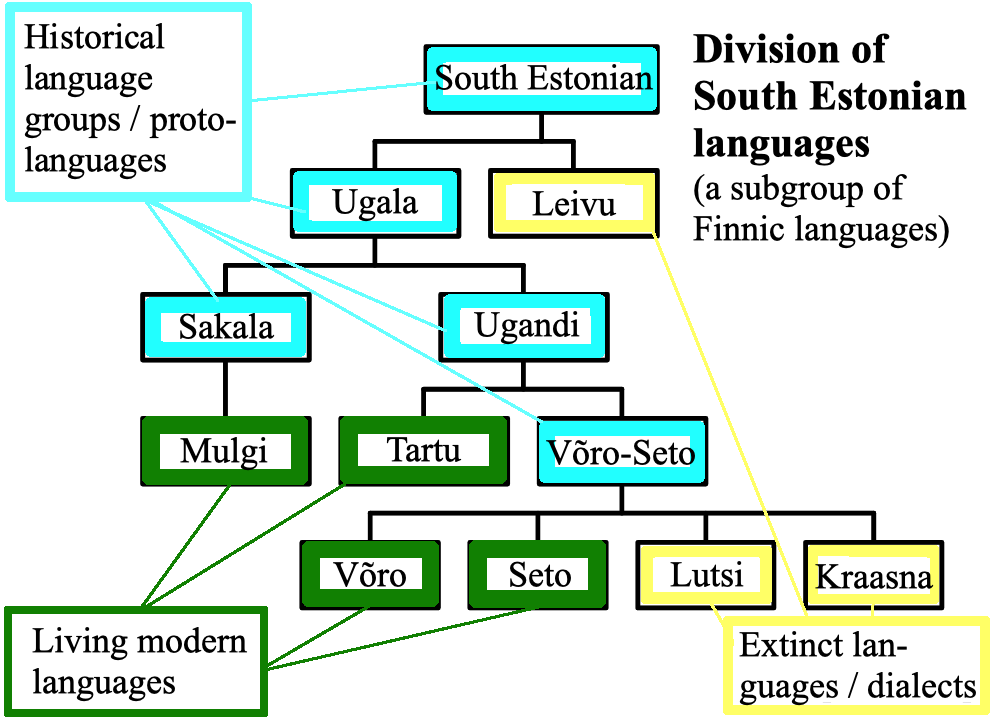
rbre lingüístic de Petri Kallioha (2021) mostrant la divisió de l'estonià meridional.

L'estonià meridional és parlat al sud-est d'Estònia i comprén les varietats de Tartu, Mulgi, Võro i Seto. No hi ha cap consens acadèmic sobre el seu estatus, llavors alguns lingüistes el consideren un conjunt de dialectes estonians, mentre que altres lingüistes consideren l'estonià meridional una llengua finesa independent. Diacrònicament parlant, l'estonià septentrional i meridional són branques separades de les llengües baltofineses.
L'estonià estàndard modern es basa en els dialectes de l'estonià septentrional. Tanmateix, entre els segles XVII i XIX al sud d'Estònia, la literatura era publicada en una forma estandarditzada del Tartu i el Võro. Aquest usatge va ser anomenat Tartu o estonià meridional literari i va ser utilitzat a escoles, esglésies i tribunals de l'àrea lingüística de Võro i Tartu però no a les àrees de Seto o Mulgi.
Després que Estònia esdevingués independent en 1918, polítiques lingüístiques per l'estandardització i normalització de l'estonià van ser implementades per tot el país. Els governants durant aquest període van creure que l'estat estonià necessitava d'un estàndard únic per a tots els seus ciutadans, la qual cosa portà l'exclusió de l'estonià meridional a l'educació. Aquesta prohibició en la instrucció i ús va continuar durant l'era soviètica (1940–1990).
Des que Estònia va recuperar la seua independència en 1991, el govern estonià ha estat més obert a la protecció i desenvolupament de l'estonià meridional. Tot i això, una forma literària modernitzada, basada en la varietat võronesa, ha estat vetada.

## Varietats
Les varietats actuals de l'estonià meridional són Mulgi, Tartu, Võro i Seto. El Võro i el Seto són els més divergents respecte a l'estonià estàndard, és per això que els parlants d'estàndard tenen més difcultats per entrendre'ls.
Tres enclavaments d'estonià meridional han estat testificats. Els de Leivu i Lutsi, en Letònia, s'extinguiren en el segle xx. L'enclavament rus de Kraasna encara conserva la seua identitat, però han estat completament assimilats lingüísticament.

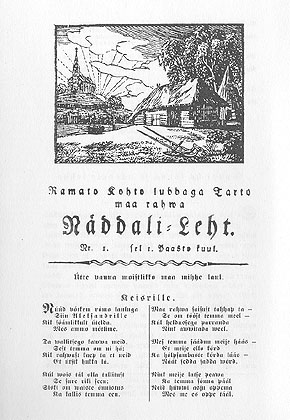
Tarto maa rahwa Näddali Leht publicat en 1807 en Tartu o estonià meridional literari.

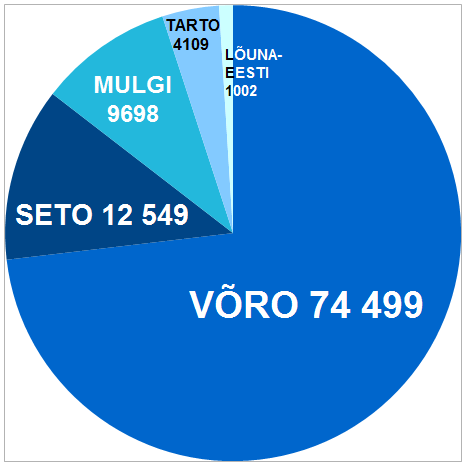
Segons el cens d'Estònia de 2011, hi havien 101,857 parlants nadius d'estonià meridional: 87,048 parlants de Võro (incloent 12,549 de Seto), 9,698 parlants de Mulgi, 4,109 parlants de la llengua de Tartu i 1,002 altres parlants d'estonià meridional.

## Característiques
Les diferències entre l'estonià meridional i l'estonià septentrional són més evidents que qualsevol altre contrast dins cada branca, a tots els nivells.
Les diferències fonològiques inclouen:
| Tret                                                           | Estonià meridional                                                       | Estonià septentrional                                                      |
| -------------------------------------------------------------- | ------------------------------------------------------------------------ | -------------------------------------------------------------------------- |
| Harmonia vocàlica                                              | present                                                                  | perdut                                                                     |
| õ en síl·labes àtones                                          | present en alguns dialectes                                              | absent                                                                     |
| Diftongització de vocals llargues                              | ää, õõ conservades ex. pää 'cap'                                         | diftonguització a ea, õe ex. pea 'cap'                                     |
| Tancament de vocals semi-obertes                               | *ee,*öö,*oo tancament a i̬i̬, ü̬ü̬, u̬u̬                                       | ee, öö, oo conservades (o diftonguitzades a ie, üö, uo)                    |
| No arredoniment dels diftongs en -ü                            | no arredonit: äü eü > öü ex. täüs 'ple'                                  | arredoniment perdut: *äü > äi, *eü > ei ex. täis 'ple'                     |
| Síncope de *i, *u                                              | present ex. istma 'seure'                                                | absent ex. istuma 'seure'                                                  |
| Escomençamentper ts-                                           | present en alguns dialectes                                              | absent                                                                     |
| Assimilacions de grups consonàntics                            | *ks > ss, *tk > kk ex. uss 'porta', sõkma 'pastar'                       | ks, tk conservat ex. uks 'porta', sõtkuma 'pastar'                         |
| Assimilacions de grups consonàntics                            | *pc,*kc > *cc > ts ex. ütsʼ 'un', latsʼ 'nen'                            | *pc, *kc > ps, ks ex. üks 'un', laps 'nen'                                 |
| Assimilacions de grups consonàntics                            | *kn > nn, *kt > tt ex. nännü(q) 'vist', vatt 'escuma'                    | *kn > in, *kt > ht ex. näinud 'vist', vaht 'escuma'                        |
| Vocalització de la síl·laba final acabada en -k                | vocalització absent o total ex. nagõl 'clau', naar 'riure', vagi 'falca' | *kl > *jl, *kr > *jr, *kj > *jj ex. nael 'clau', naer 'riure', vai 'falca' |
| Tractament de les consonants sonores més -h                    | *nh > hn, *lh > hl, *rh > hr ex. vahn 'vell', kahr 'ós'                  | *nh > n, *lh > l, *rh > r ex. vana 'vell', karu 'ós'                       |
| Geminació de consonants abans d'adjectiu acabat en *-eda/*-edä | present ex. kipe 'adolorit'                                              | absent ex. kibe 'adolorit'                                                 |

Diferències morfològiques:
| Categoria                | Estonià meridional                                | Estonià septentrional                                |
| ------------------------ | ------------------------------------------------- | ---------------------------------------------------- |
| Nominatiu plural         | -q AFI: /ʔ/                                       | -d                                                   |
| Oblic plural             | -i- més comú                                      | -de- més comú                                        |
| Partitiu singular        | -t                                                | -d                                                   |
| Inessiu                  | -h, -n, -hn                                       | -s                                                   |
| Il·latiu                 | -de, -ell                                         | -sse                                                 |
| Comparatiu               | -mb, -mp, -p                                      | -m                                                   |
| da-Infinitiu             | elidit en formes trisil·làbiques ex. istu 'seure' | present en formes trisil·làbiques ex. istuda 'seure' |
| Imperfet                 | -i- més comú                                      | -si- més comú                                        |
| Participi actiu          | -nuq, -nu, -n                                     | -nud, -nd                                            |
| Participi passiu         | -tu, -du, -t, -d                                  | -tud, -inutilitat                                    |
| 3ra persona del singular | cap (o -s)                                        | -b                                                   |
| Negatiu imperfet         | es + connegatiu                                   | ei + participi                                       |

## Història
Les dues llengües històriques d'Estònia, estonià septentrional i meridional, sorgeixen amb els ancestres dels estonians moderns rere, com a mínim, dues onades migratòries al territori que actualment pertany al país. Ambdós grups prinicipals ja parlarien en diferents llengües baltofíniques, sent algunes de les principals i més antigues isoglosses dins les llengües baltofineses les que separen els dos estonians. Incloent-hi l'evolució *čk → tsk, absent en *kačku → katk "plaga" (estonià estàndard), katku "pudor" (finlandés), però no en katsk (estonià meridional); i en l'evolució *kc → tś, absent en *ükci "un" → üks (estonià estàdard), yksi (finlandès), però no a l'estonià meridional ütś.
La primera gramàtica va ser escrita per Johann Gutslaff en 1648 i una traducció del Nou Testament (Wastne Testament) va ser publicat en 1686. En 1806 el primer diari en meridional Tarto-ma rahwa Näddali leht va ser publicat en Tartu literari.
Comparació de l'estonià meridional literari antic (Tartu), el modern (Võro) i l'estàndard estonià:
Parenostre (Meie Esä) en estonià meridional literari antic (Tartu):
Meie Esä Taiwan: pühendetüs saagu sino nimi. Sino riik tulgu. Sino tahtmine sündigu kui Taiwan, niida ka maa pääl. Meie päiwälikku leibä anna meile täämbä. Nink anna meile andis meie süü, niida kui ka meie andis anname omile süidläisile. Nink ärä saada meid mitte kiusatuse sisse; enge pästä meid ärä kurjast: Sest sino perält om riik, nink wägi, nink awwustus igäwätses ajas. Aamen.
Parenostre (Mi Esä) en estonià meridional literari modern (Võro):
Mi Esä taivan: pühendedüs saaguq sino nimi. Sino riik tulguq. Sino tahtminõ sündkuq, ku taivan, nii ka maa pääl. Mi päävälikku leibä annaq meile täämbä. Nink annaq meile andis mi süüq, nii ku ka mi andis anna umilõ süüdläisile. Ni saatku-i meid joht kiusatusõ sisse, a pästäq meid ärq kur’ast, selle et sino perält om riik ja vägi ni avvustus igävädses aos.
Aamõn.
Parenostre (Meie isa) en estonià estàndard:
Meie isa, kes Sa oled taevas: pühitsetud olgu Sinu nimi. Sinu riik tulgu. Sinu tahtmine sündigu, nagu taevas, nõnda ka maa peal. Meie igapäevast leiba anna meile tänapäev. Ja anna meile andeks meie võlad, nagu meiegi andeks anname oma võlglastele. Ja ära saada meid kiusatusse, vaid päästa meid ära kurjast. Sest Sinu päralt on riik ja vägi ja au igavesti. Aamen.
L'estonià meridional literari va caure en desús després dels 1880s ja que la llengua de prestigi esdevingué l'estonià estàndard. Sota la influència del moviment europeu liberal-nacionalista es sentia que hi hauria d'haver una llengua estoniana unificada. El començament del segle XX viu un període de gran desenvolupament de les varietats basades en el septtentrional.

## Situació actual

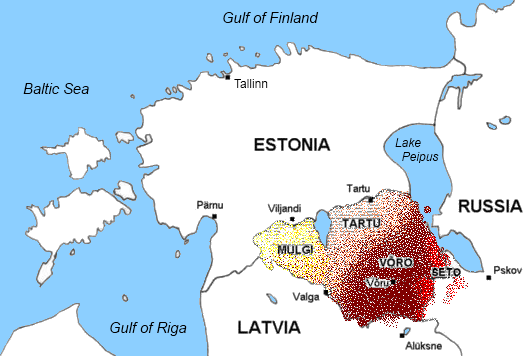
Estonià meridional, hui.

L'estonià meridional va començar a experimentar una renaixença a finals dels 1980s. Hui, l'estonià meridional és utilitzat en les obres d'alguns dels dramaturgs, poetes, i escriptors més reconeguts d'Estònia. L'èxit en la promoció ha estat capitalitzat pel Võro i un nou estàndard literari hi és basat. De les varietats Mulgi i, especialment, Tartu romanen molt pocs parlants, en canvi. El cens de 2011 en Estònia va comptar fins 101,857 persones que s'autodefinien com a parlants nadius d'estonià meridional: 87,048 de Võro (incloent 12,549 Seto), 9,698 Mulgi, 4,109 llengua de Tartu i 1,002 altres d'estonià meridional que no va especificar el seu dialecte/llengua regional.
Mostra de llengua de literària moderna de l'estonià meridional (Võro):
Article 1r de la Declaració Universal de Drets Humans:
Kõik inemiseq sünnüseq vapos ja ütesugumaidsis uma avvo ja õiguisi poolõst. Näile om annõt mudsu ja süämetunnistus ja nä piät ütstõõsõga vele muudu läbi käümä.
Tots els éssers humans nàixen lliures i iguals en dignitat i drets. Son dotats amb raó i consciència i hauria d'actuar cap a un altre en esperit de germanor.